# Phyllonorycter estrela
Phyllonorycter estrela är en fjärilsart som beskrevs av Lastukva och Lastuvka 2006. Phyllonorycter estrela ingår i släktet guldmalar, och familjen styltmalar.
Artens utbredningsområde är:
- Portugal.
- Spanien.

Inga underarter finns listade i Catalogue of Life.